# JDeveloper
JDeveloper egy Oracle által támogatott freeware IDE.
Támogatja a Java, XML, SQL és PL/SQL, HTML, JavaScript, BPEL és PHP
nyelvek valamelyikén való fejlesztést. A JDeveloper lefedi a teljes fejlesztési életciklust, kezdve a tervezéstől a kódoláson, debuggoláson, optimalizáción, hangoláson keresztül egészen a telepítésig.
A JDeveloperrel az Oracle célja az volt, hogy leegyszerűsítse az alkalmazásfejlesztést azáltal, hogy az alkalmazásfejlesztéshez a vizuális és deklaratív megközelítést állítja középpontba. Az Oracle JDeveloper integrálva van az Oracle Application Development Framework (Oracle ADF)-fel, ami egy end-to-end Java EE-alapú keretrendszer, amely tovább egyszerűsíti az alkalmazásfejlesztést.
Az IDE magját az az API alkotja, amelyet az Oracle-n belül más csoportok is használnak a JDeveloperhez szoftverek és kiegészítők építésénél. A BPEL, Portal, BI és az Oracle platform más komponensei mind a saját tervezőeszközeikhez használják a JDeveloper felett. Ugyanez az IDE platform szintén alapul szolgál más Oracle termékeknek is, mint pl. SQL Developer, amelyet az Oracle cég kifejezetten a PL/SQL- és adatbázisfejlesztőknek szánt.

## Főbb jellemzők
A JDeveloper 11g verzió előtt 3 fajta kiadása volt elérhető: Java Edition, J2EE Edition és Studio Edition.
Mindegyik egyre több funkciót nyújtott az alatta lévő kiadás felett. Mindegyik kiadás szabadon letölthető volt.
JDeveloper 11g-től kezdve már csak 2 verzió létezik: Studio Edition és Java Edition. A JDeveloper 11g J2EE Edition tulajdonságait beolvasztották a Studio Edition-ba.
A JDeveloper a következő komponenseket tartalmazza:
Java Edition
- Java SE 9 Support
- Code Editor
- Code Navigation
- Refactoring
- Swing
- Unit Test
- Version Control
- Audit & Metrics
- Debugging
- Profiling
- Ant támogatás
- Maven támogatás
- XML támogatás
- Open API & Extensions
- User Assistance

J2EE Edition
- JSP
- Struts
- JSF
- JSF 2.0
- Facelets
- EJB
- TopLink
- Web Services
- RESTful Web Services
- UML
- Database Development
- Deployment and management
- Hudson

Studio Edition
- ADF Databinding
- ADF Faces
- ADF Faces Skin Editor
- ADF Mobile
- ADF Business Components
- ADF Swing
- ADF Deployment
- BPEL Designer
- ESB Designer
- Portlet Development
- Portlet/JSF Bridge

## Termék történet
1998-ban a JDeveloper első verziója a Borland JBuilder termékének licencén alapult.
2001-ben a JDeveloper a 9i verzióval egy teljes újraíráson ment keresztül, ami már java-n alapult.
A 10g-s verzió (9.0.5) volt az első átalakított Oracle ADF-re épülő verziót.
2005-ben az Oracle JDeveloper-t szabad szoftverré tette.
2006-ban, még mindig 10g jelölés alatt, és jelentős késés után, Oracle kiadta a  10.1.3-as verziót - legutolsó jelentős 10g-s verziót.
2006. októberben az Oracle kiadta 10.1.3.1 verziót. Ez a verzió egyedüli módon támogatta az EJB 3.0-s specifikációját valamint BPEL és ESBt tervezési idő alatt.
2007. januárban, Oracle kiadta a 10.1.3.2verziót, amely magába foglalta a WebCenter képességeket  is. Pl. portlet létrehozás és managment, portlet/JSF hidat, valamint a tartalom-tárház adat kontrollt.
2007. januárban az Oracle-nek több mint 150 embere dolgozott különböző szerepekben a terméken. Ezek a következők voltak (különösebb sorrendiség nélkül): fejlesztők, telepítési manager-ek, minőség ellenőrök, build managerek, dokumentáció készítők, termék managerek, marketingesek és használhatóság ellenőrző mérnökök. Fejlesztési központok működtek a következő helyszíneken: Redwood Shores, Bengaluru, Reading (UK), Pleasanton, Colorado. Forrás:
2007 májusában az Oracle kiadta 11g technológia előzetes verzióját.
2008. októberben az Oracle JDeveloper 11g éles verziója elérhetővé vált, kódneve BOXER.
2009. júliusban  JDeveloper 11g  11.1.1.1.0 elérhetővé vált, kódneve Bulldog.
2011 júniusában jelent meg a JDeveloper 11g 11.1.2.0.0-s verziója, kódneve Sherman.
2017 augusztusában vált elérhetővé a JDeveloper jelenlegi legfrissebb verziója a 12c (12.2.1.3).

## Vizuális és deklaratív
A JDeveloper kódszerkesztője kódolási funkciók gazdag halmazát nyújtja. Hasznos segédeszközöket és vizuális segédeszközöket tartalmaz, melyek a kód különböző nézetiben elérhetők. Ilyenek pl. a deklaratív dialógus dobozok, melyek segítenek a Java EE komponensek létrehozásában , valamint jól kinéző ADF komponensek létrehozásában is.
A JDeveloper többek közt vizuális szerkesztő felületet WYSIWYG  nyújt HTML, JSP, JSF és Swing számára. A vizuális szerkesztő lehetővé teszi a fejlesztőknek hogy módosíthassák komponensek elhelyezkedését és tulajdonságait vizuálisan, majd az eszköz ezek alapján újra generálja a kódot. Valamint fordítva is azaz, bármilyen változás a kódban azonnal meg fog jelenni a vizuális nézetben is. JDeveloper hasonló élményt nyújt a fejlesztőknek JSF és Struts oldalak szerkesztésekor egyaránt.
A deklaratív funkciók lehetővé teszik a programozóknak, hogy EJB-ket vagy POJOkat generáljanak az adatbázisban már létező táblák alapján. JDeveloper automatizálja a Java EE artifact-okat is. Pl. egyetlenegy kattintással a java osztályból Web Service készíthető. A JDeveloper generálja a WSDL-t, valamint az összes szükséges JAX-RPC komponenst is.

## Licenc
A JDeveloper egy üzleti szabad felhasználású szoftver, amely fejlesztéshez és telepítéshez szabadon használható. Oracle ADF-nek van egy futtatáshoz kötött licence, amely abban az esetben szükséges, ha az Oracle Application Server-en kívül akarjuk használni. További részletekért lásd: Oracle Technology Network Developer License Terms for JDeveloper Archiválva 2008. október 15-i dátummal a Wayback Machine-ben.

## Külső hivatkozások
- JDeveloper Official Home
- JDeveloper 11g
- JDeveloper Data Sheet
- JDeveloper Online Demos
- Oracle ADF Official Home
- OTNDL License Archiválva 2008. október 15-i dátummal a Wayback Machine-ben